# کپک پنبه‌ای
کپک پنبه‌ای (نام علمی: Saprolegnia) نام یک سرده از رده آب‌کپک است.